# Campeonato Gaúcho 1990
In 1990 werd het 70ste Campeonato Gaúcho gespeeld voor voetbalclubs uit de Braziliaanse staat Rio Grande do Sul. De competitie werd gespeeld van 4 februari tot 29 juli. Grêmio werd voor de zesde keer op rij kampioen. 

## Eerste fase

### Eerste toernooi
| Plaats | Club                 | Wed. | W | G | V | Saldo | Ptn. |
| ------ | -------------------- | ---- | - | - | - | ----- | ---- |
| 1.     | Grêmio               | 13   | 9 | 3 | 1 | 28:6  | 21   |
| 2.     | Internacional        | 13   | 7 | 5 | 1 | 15:4  | 19   |
| 3.     | Caxias               | 13   | 6 | 5 | 2 | 15:12 | 17   |
| 4.     | Juventude            | 13   | 5 | 5 | 3 | 16:12 | 15   |
| 5.     | Ypiranga             | 13   | 5 | 3 | 5 | 19:17 | 13   |
| 6.     | Pelotas              | 13   | 4 | 5 | 4 | 13:12 | 13   |
| 7.     | Guarany de Cruz Alta | 13   | 4 | 4 | 5 | 10:14 | 12   |
| 8.     | Esportivo            | 13   | 4 | 4 | 5 | 16:16 | 12   |
| 9.     | Santa Cruz           | 13   | 2 | 7 | 4 | 12:15 | 11   |
| 10.    | Lajeadense           | 13   | 3 | 5 | 5 | 10:17 | 11   |
| 11.    | Passo Fundo          | 13   | 4 | 2 | 7 | 13:20 | 10   |
| 12.    | Novo Hamburgo        | 13   | 3 | 4 | 6 | 8:19  | 10   |
| 13.    | Glória               | 13   | 3 | 4 | 6 | 12:17 | 10   |
| 14.    | Aimoré               | 13   | 0 | 8 | 5 | 7:13  | 8    |

|  | Geplaatst voor finalegroep |

### Tweede toernooi
| Plaats | Club                 | Wed. | W | G | V | Saldo | Ptn. |
| ------ | -------------------- | ---- | - | - | - | ----- | ---- |
| 1.     | Caxias               | 13   | 7 | 4 | 2 | 22:13 | 18   |
| 2.     | Grêmio               | 13   | 6 | 4 | 3 | 22:10 | 16   |
| 3.     | Pelotas              | 13   | 5 | 5 | 3 | 16:11 | 15   |
| 4.     | Guarany de Cruz Alta | 13   | 5 | 5 | 3 | 13:10 | 15   |
| 5.     | Ypiranga             | 13   | 4 | 7 | 2 | 15:11 | 15   |
| 6.     | Santa Cruz           | 13   | 4 | 7 | 2 | 10:10 | 15   |
| 7.     | Glória               | 13   | 4 | 6 | 3 | 10:13 | 14   |
| 8.     | Juventude            | 13   | 5 | 3 | 5 | 10:11 | 13   |
| 9.     | Internacional        | 13   | 4 | 5 | 4 | 12:8  | 13   |
| 10.    | Esportivo            | 13   | 4 | 3 | 6 | 12:14 | 11   |
| 11.    | Lajeadense           | 13   | 3 | 5 | 5 | 6:13  | 11   |
| 12.    | Passo Fundo          | 13   | 2 | 7 | 4 | 9:14  | 11   |
| 13.    | Novo Hamburgo        | 13   | 3 | 2 | 8 | 14:19 | 8    |
| 14.    | Aimoré               | 13   | 1 | 5 | 7 | 9:23  | 7    |

|  | Geplaatst voor finalegroep |

### Ticket voor de finalegroep
Daar SC Internacional, Caxias en Grêmio zich al voor de finalegroep plaatsten bleef er nog één plaats over. Op basis van de totaalstand kwamen onderstaande drie clubs in aanmerking. De beste twee van deze drie speelden tegen elkaar voor het laatste ticket.
| Plaats | Club      | Wed. | W  | G  | V | Saldo | Ptn. |
| ------ | --------- | ---- | -- | -- | - | ----- | ---- |
| 4.     | Juventude | 26   | 10 | 8  | 8 | 26:23 | 28   |
| 5.     | Ypiranga  | 26   | 9  | 10 | 7 | 34:28 | 28   |
| 6.     | Pelotas   | 26   | 9  | 10 | 7 | 29:23 | 28   |

| Team 1    | Uitslag | Team 2   |
| --------- | ------- | -------- |
| Juventude | 1:0     | Ypiranga |

### Degradatie
Op basis van de totaalstand degradeerden de laatste twee.
| Plaats | Club                 | Wed. | W | G  | V  | Saldo | Ptn. |
| ------ | -------------------- | ---- | - | -- | -- | ----- | ---- |
| 7.     | Guarany de Cruz Alta | 26   | 9 | 9  | 8  | 23:24 | 27   |
| 8.     | Santa Cruz           | 26   | 6 | 14 | 6  | 22:27 | 26   |
| 9.     | Esportivo            | 26   | 8 | 7  | 11 | 28:30 | 23   |
| 10.    | Glória               | 26   | 7 | 10 | 9  | 22:30 | 24   |
| 11.    | Lajeadense           | 26   | 6 | 10 | 10 | 16:30 | 22   |
| 12.    | Passo Fundo          | 26   | 6 | 9  | 11 | 22:34 | 21   |
| 13.    | Novo Hamburgo        | 26   | 6 | 6  | 14 | 22:38 | 18   |
| 14.    | Aimoré               | 26   | 1 | 13 | 12 | 16:36 | 15   |

|  | Geplaatst voor finalegroep |

## Finalegroep
| Plaats | Club          | Wed. | W | G | V | Saldo | Ptn. |
| ------ | ------------- | ---- | - | - | - | ----- | ---- |
| 1.     | Grêmio        | 6    | 3 | 3 | 0 | 13:7  | 10   |
| 2.     | Caxias        | 6    | 1 | 5 | 0 | 5:4   | 7    |
| 3.     | Internacional | 6    | 1 | 2 | 3 | 5:8   | 4    |
| 4.     | Juventude     | 6    | 0 | 4 | 2 | 6:10  | 4    |

|  | Kampioen |

## Kampioen
| Campeonato Gaúcho de 1990   |
| Rio Grande do Sul           |
| --------------------------- |
| GRÊMIO Kampioen (28° titel) |